# Englewood Golf Club
De Englewood Golf Club was een golfclub in de Verenigde Staten. De club werd opgericht in 1896 en bevond zich in Englewood, New Jersey. De club beschikte over een 18-holes golfbaan met een par van 71.

## Geschiedenis
De Englewood Golf Club werd opgericht in 1896 en bouwde een 9-holes golfbaan. De lengte van de baan was 2304 m met een par van 33. Vier jaar later werd de baan uitgebreid tot een 18 holesbaan. In 1906 ontving de club de twaalfde editie van het US Amateur en die werd gewonnen door Eban Byers.
In 1909 ontving de club het US Open en de Engelsman George Sargent won het toernooi. De lengte van de 18 holesbaan was 5674 meter.
In 1976 kreeg de club financiële problemen en werd opgeheven.

## Golftoernooien
- US Amateur: 1906
- US Open: 1909[1][2][3]